# Ivar Eidefjäll
Ivar Hartvig Eidefjäll, född 18 oktober 1921 i Jönköping, död 23 maj 2011 i Jönköping, var en svensk fotbollsspelare (anfallare).
Eidefjäll representerade Jönköpings Södra IF mellan 1945 och 1950, och blev sedan proffs i Italien, först i AC Legnano 1950 till 1954 och sedan i Novara FC 1954 till 1957. Han spelade 1949 en A-landskamp (inga mål) för Sverige, och gjorde även två B-landskamper.